# Elena Ferante
Elena Ferante (1943 – ) zapravo je pseudonim italijanske književnice, čije pravo ime nije poznato. Romani Feranteove objavljeni su na italijanskom jeziku i prevedeni na mnoge svetske jezike, kao što su engleski, holandski, nemački itd. Napuljska tetralogija spada u njena najbolja i najčitanija dela.
Časopis Time proglasio ju je 2016. godine jednim od najuticajnijih pisaca na svetu.

## Književni opus
Elena Ferante je autor šest romana. Njeno najčuvenije delo je roman u četiri toma Napuljska tetralogija. Glavne junakinje su dve inteligentne i visprene devojčice iz Napulja koje pokušavaju da pronađu svoje mesto u svetu koji ih okružuje, a taj svet je pun okrutnosti i predrasuda. Tetralogija se sastoji od sledećih romana: Moja fenomenalna prijateljica (2012), Priča o novom imenu (2013), Oni koji odlaze i oni koji ostaju (2014) i Priča o izgubljenom detetu (2015) koja je nominovana za Italijansku književnu nagradu Strega.

## Nagrade
- 2016 TIME 100 Most Influential People[3]

## Spoljašnje veze
- "Elena Ferrante's Official Website"
- "Elena Ferrante's Troubling Love" – book review
- The unknown great Архивирано на веб-сајту  (10. јун 2016) – The Sunday Times
- Wood, James (21. 1. 2013). „Women on the Verge: The Fiction of Elena Ferrante”. The New Yorker. Приступљено 13. 6. 2015.
- Fischer, Molly (4. 9. 2014). „Elena Ferrante and the Force of Female Friendships”. The New Yorker. Приступљено 13. 6. 2015.
- Elena Ferrante: the global literary sensation nobody knows – The Guardian
- Donadio, Rachel (18. 12. 2014). „Italy’s Great, Mysterious Storyteller”. The New York Review of Books. Приступљено 13. 6. 2015.
- „Elena Ferrante, Art of Fiction No. 228”. The Paris Review (интервју) (212). Интервју са Sandro and Sandra Ferri. 2015.
- Rothman, Joshua (25. 3. 2015). „Knausgaard or Ferrante”. The New Yorker. Приступљено 13. 6. 2015.
- Ipak znamo mnogo o Eleni Ferante („Politika”, 17. januar 2019)